# 光音響効果顕微鏡
光音響効果顕微鏡（ひかりおんきょうこうかけんびきょう、Photoacoustic effect Microscope : PAM）は光音響効果を利用する顕微鏡。

## 概要
光源から周期的に明滅する光を試料に照射して、光エネルギーを吸収した試料内の分子が熱を放出してその熱による体積膨張により音響波（疎密波）を発生する光音響効果によって組織を画像化する。生体組織などの試料に吸収されやすい波長の光を照射したり、照射される光の波長を吸収しやすい色素やナノ粒子を造影剤として使用する場合もある。

## 用途
- 生体組織や材料の内部構造の観察